# Dominic Solanke
Dominic Ayodele Solanke-Mitchell, noto semplicemente come Dominic Solanke (Basingstoke, 14 settembre 1997), è un calciatore inglese, attaccante del Tottenham e della nazionale inglese.

## Caratteristiche tecniche
È una prima punta che può giocare anche come trequartista o ala sinistra. In attacco si distingue in fase di non possesso, calcia con potenza e precisione, in area di rigore sfrutta bene le sue abilità di opportunismo. Il suo piede forte è il destro, ma calcia bene anche di sinistro, tira bene su penalty ed è un buon colpitore di testa. L'ex calciatore André Flo ne ha esaltato la velocità e la prestanza fisica.

## Carriera

### Club

#### Chelsea e Vitesse
Prodotto del vivaio del club londinese, con il Chelsea vince la UEFA Youth League dove segna dodici reti, è autore di una doppietta battendo per 7-0 il Maribor, realizza una tripletta nel successo per 6-0 contro lo Sporting Lisbona, agli ottavi di finale, segna due gol nella semifinale prevalendo per 4-0 contro la Roma, l'ultima rete la realizza in finale sconfiggendo per 3-1 lo Shakhtar Donetsk.
Fu aggregato alla prima squadra del  dall'allora manager José Mourinho nella stagione 2014-2015, dopo aver segnato 20 gol in 25 partite per la squadra giovanile nella stagione precedente. Dopo essere stato convocato in panchina per una partita di campionato contro il Crystal Palace, il 21 ottobre 2014 fece il suo esordio con la prima squadra sostituendo Oscar in una partita di Champions League contro il Maribor, divenendo così il più giovane giocatore del Chelsea a giocare in questa competizione. Tuttavia, dopo il rientro dall'infortunio di Diego Costa, Solanke venne riaggregato alle giovanili, dove ritrovò la sua vena realizzativa.
Il 4 agosto 2015 Solanke passa al Vitesse con la formula del prestito annuale. Debutta con gli olandesi il 23 agosto successivo, entrando al minuto 79 nella partita contro il Feyenoord (partita vinta dal Vitesse per 2 reti a 0), e mette a segno il suo primo gol da professionista una settimana dopo, nella vittoria per 4-1 sul Cambuur, realizza una rete anche contro il PEC Zwolle e il Twente vincendo per 5-1 entrambi i match, e con una doppietta contribuisce alla vittoria su 3-0 ai danni del Groningen. Dopo aver segnato 7 reti in 25 partite con gli olandesi fa ritorno al Chelsea. Nonostante il buon rendimento nel periodo al Vitesse, le trattative per il rinnovo del suo contratto con i Blues non vanno a buon fine.
Dopo aver rifiutato alcune proposte di prestito, viene aggregato da Antonio Conte alla prima squadra come terzo attaccante dietro a Diego Costa e Michy Batshuayi. In tutta la stagione viene convocato dal manager una sola volta (il 23 agosto 2016 per la partita di Coppa di Lega contro il Bristol Rovers) e non gioca neppure un minuto in prima squadra in nessuna competizione.

#### Liverpool e Bournemouth
Il 30 maggio 2017 viene confermato l'accordo tra Solanke e il Liverpool, a partire dal 1º luglio 2017, ossia la scadenza del suo precedente contratto col Chelsea. Il 13 maggio 2018 realizza il suo primo gol nel campionato inglese battendo per 4-0 il Brighton.
Il 4 gennaio 2019, Solanke passa ufficialmente al Bournemouth, sempre in Premier League, per circa 19 milioni di sterline.Nella prima divisione, nel 2020, segna una doppitta sconfiggendo il Leicester City per 4-1, sigla un gol anche contro l'Everton vincendo per 3-1. La squadra retrocede in seconda divisione, tuttavia nell'edizione 2021-2022 della Football League Championship il Bournemouth la squadra si classifica seconda tornando in prima divisione, Solanke contribuisce con una score di 29 reti.
Nel settembre del 2023, l'attaccante rinnova il proprio contratto con le Cherries fino al 2027.Nell'edizione 2023-2024 della Premier League segna 19 reti, la prima nel pareggio per 1-1 contro il West Ham, segna un gol anche contro il Fulham e il Manchester United vincendo per 3-0 entrambi i match, realizza una rete contro il Luton Town in una vittoria in rimonta per 4-3, la sua doppietta decide il risultato per 2-0 sconfiggendo il Newcastle, segna inoltre una tripletta sconfiggendo per 3-2 il Nottingham Forest, l'ultima rete la sigla perdendo per 2-1 contro il Brentford.

#### Tottenham
Il 10 agosto 2024 viene acquistato dal Tottenham per 75 milioni di euro, rendendolo così l'acquisto più oneroso nella storia degli Spurs.Durante la EFL Cup segna una doppietta sconfiggendo per 4-3 il Manchester United. La squadra vince l'Europa League dove Solanke sigla il gol del 3-0 battendo il Qarabağ, negli ottavi di finale la squadra elimina l'AZ Alkmaar vincendo per 3-1, Solanke è determinante per il successo dato che, con due assist vincenti, permette a Wilson Odobert di segnare una doppietta, mentre ai quarti di finale, con un rigore messo a segno, batte per 1-0 l'Eintracht Francoforte

### Nazionale
Con la nazionale Under-17 Solanke vince l'europeo di categoria nel 2014, realizza una doppietta sconfiggendo per 4-1 la Turchia, segna un gol nella semifinale battendo il Portogallo per 2-0 e nella finale apre le marcature contro i Paesi Bassi pareggiando per 1-1, l'Inghilterra vince poi per 4-1 ai calci di rigore.
Gioca con la nazionale Under-19 al campionato continentale giovanile nel 2016 dove segna un gol sconfiggendo per 2-1 sia i Paesi Bassi che la Francia. Partecipa poi al Mondiale Under-20 riuscendo a vincerlo, Solenke con un rigore segna il gol del 3-0 battendo l'Argentina, la sua rete permette all'Inghilterra di battere per 1-0 il Messico, inoltre con una doppietta contribuisce a sconfiggere in rimonta per 3-1 l'Italia.
Ha giocato la sua prima partita con la nazionale inglese il 14 novembre 2017, nell'amichevole pareggiata per 0-0 contro il Brasile a Londra. Dopo quasi 7 anni di assenza dalla nazionale viene richiamato in occasione della UEFA Nations League.

## Statistiche

### Presenze e reti nei club
Statistiche aggiornate al 22 maggio 2025.
| Stagione           | Squadra            | Campionato         | Campionato | Campionato | Coppe nazionali | Coppe nazionali | Coppe nazionali | Coppe continentali | Coppe continentali | Coppe continentali | Altre coppe | Altre coppe | Altre coppe | Totale | Totale |
| Stagione           | Squadra            | Comp               | Pres       | Reti       | Comp            | Pres            | Reti            | Comp               | Pres               | Reti               | Comp        | Pres        | Reti        | Pres   | Reti   |
| ------------------ | ------------------ | ------------------ | ---------- | ---------- | --------------- | --------------- | --------------- | ------------------ | ------------------ | ------------------ | ----------- | ----------- | ----------- | ------ | ------ |
| 2014-2015          | Chelsea            | PL                 | 0          | 0          | FACup+CdL       | 0+0             | 0               | UCL                | 1                  | 0                  | -           | -           | -           | 1      | 0      |
| 2015-2016          | Vitesse            | ED                 | 25         | 7          | CO              | 1               | 0               | -                  | -                  | -                  | -           | -           | -           | 26     | 7      |
| 2016-2017          | Chelsea            | PL                 | 0          | 0          | FACup+CdL       | 0+0             | 0               | -                  | -                  | -                  | -           | -           | -           | 0      | 0      |
| Totale Chelsea     | Totale Chelsea     | Totale Chelsea     | 0          | 0          |                 | 0               | 0               |                    | 1                  | 0                  |             | -           | -           | 1      | 0      |
| 2017-2018          | Liverpool          | PL                 | 21         | 1          | FACup+CdL       | 1+1             | 0               | UCL                | 4                  | 0                  | -           | -           | -           | 27     | 1      |
| 2018-gen. 2019     | Liverpool          | PL                 | 0          | 0          | FACup+CdL       | 0+0             | 0               | UCL                | 0                  | 0                  | -           | -           | -           | 0      | 0      |
| Totale Liverpool   | Totale Liverpool   | Totale Liverpool   | 21         | 1          |                 | 2               | 0               |                    | 4                  | 0                  |             | -           | -           | 27     | 1      |
| gen.-giu. 2019     | Bournemouth        | PL                 | 10         | 0          | FACup+CdL       | 0+0             | 0               | -                  | -                  | -                  | -           | -           | -           | 10     | 0      |
| 2019-2020          | Bournemouth        | PL                 | 32         | 3          | FACup+CdL       | 2+2             | 1+0             | -                  | -                  | -                  | -           | -           | -           | 36     | 4      |
| 2020-2021          | Bournemouth        | FLC                | 40+2       | 15+0       | FACup+CdL       | 2+1             | 0               | -                  | -                  | -                  | -           | -           | -           | 45     | 15     |
| 2021-2022          | Bournemouth        | FLC                | 46         | 29         | FACup+CdL       | 1+1             | 0+1             | -                  | -                  | -                  | -           | -           | -           | 48     | 30     |
| 2022-2023          | Bournemouth        | PL                 | 33         | 6          | FACup+CdL       | 1+1             | 1+0             | -                  | -                  | -                  | -           | -           | -           | 35     | 7      |
| 2023-2024          | Bournemouth        | PL                 | 38         | 19         | FACup+CdL       | 1+3             | 1+1             | -                  | -                  | -                  | -           | -           | -           | 43     | 21     |
| Totale Bournemouth | Totale Bournemouth | Totale Bournemouth | 199+2      | 72+0       |                 | 15              | 5               |                    | -                  | -                  |             | -           | -           | 216    | 77     |
| 2024-2025          | Tottenham          | PL                 | 27         | 9          | FACup+CdL       | 1+4             | 0+2             | UEL                | 13                 | 5                  | -           | -           | -           | 45     | 16     |
| Totale carriera    | Totale carriera    | Totale carriera    | 274        | 89         |                 | 23              | 7               |                    | 18                 | 5                  |             | -           | -           | 315    | 101    |

### Cronologia presenze e reti in nazionale
| Cronologia completa delle presenze e delle reti in nazionale ― Inghilterra | Cronologia completa delle presenze e delle reti in nazionale ― Inghilterra | Cronologia completa delle presenze e delle reti in nazionale ― Inghilterra | Cronologia completa delle presenze e delle reti in nazionale ― Inghilterra | Cronologia completa delle presenze e delle reti in nazionale ― Inghilterra | Cronologia completa delle presenze e delle reti in nazionale ― Inghilterra | Cronologia completa delle presenze e delle reti in nazionale ― Inghilterra | Cronologia completa delle presenze e delle reti in nazionale ― Inghilterra |
| Data                                                                       | Città                                                                      | In casa                                                                    | Risultato                                                                  | Ospiti                                                                     | Competizione                                                               | Reti                                                                       | Note                                                                       |
| -------------------------------------------------------------------------- | -------------------------------------------------------------------------- | -------------------------------------------------------------------------- | -------------------------------------------------------------------------- | -------------------------------------------------------------------------- | -------------------------------------------------------------------------- | -------------------------------------------------------------------------- | -------------------------------------------------------------------------- |
| 14-11-2017                                                                 | Londra                                                                     | Inghilterra                                                                | 0 – 0                                                                      | Brasile                                                                    | Amichevole                                                                 | -                                                                          | 75’                                                                        |
| 10-10-2024                                                                 | Londra                                                                     | Inghilterra                                                                | 1 – 2                                                                      | Grecia                                                                     | UEFA Nations League 2024-2025 - 1º turno                                   | -                                                                          | 72’                                                                        |
| 17-11-2024                                                                 | Londra                                                                     | Inghilterra                                                                | 5 – 0                                                                      | Irlanda                                                                    | UEFA Nations League 2024-2025 - 1º turno                                   | -                                                                          | 75’                                                                        |
| Totale                                                                     |                                                                            | Presenze                                                                   | 3                                                                          |                                                                            | Reti                                                                       | 0                                                                          |                                                                            |

## Palmarès

### Club

#### Competizioni giovanili
- FA Youth Cup: 2

Chelsea: 2013-2014, 2014-2015
- UEFA Youth League: 2

Chelsea: 2013-2014, 2014-2015

#### Competizioni nazionali
- Campionato inglese: 2

Chelsea: 2014-2015, 2016-2017

#### Competizioni internazionali
- UEFA Europa League: 1

Tottenham Hotspur: 2024-2025

### Nazionale
- Campionato europeo Under-17

Malta 2014
- Campionato mondiale Under-20: 1

Corea del Sud 2017

### Individuale
- Capocannoniere della UEFA Youth League: 1

2014-2015 (12 reti)
- Pallone d'oro del campionato mondiale Under-20: 1

Corea del Sud 2017
- Squadra della stagione della UEFA Europa League: 1

2024-2025